# Phytomyza smyrnii
Phytomyza smyrnii este o specie de muște din genul Phytomyza, familia Agromyzidae, descrisă de Spencer în anul 1954.
Este endemică în Portugal. Conform Catalogue of Life specia Phytomyza smyrnii nu are subspecii cunoscute.